# Hoplopleura zelotomydis
Hoplopleura zelotomydis är en insektsart som beskrevs av Johnson 1960. Hoplopleura zelotomydis ingår i släktet Hoplopleura och familjen gnagarlöss. Inga underarter finns listade i Catalogue of Life.